# Gas South Arena
Die Gas South Arena eine Mehrzweckhalle in der US-amerikanischen Stadt Duluth im Bundesstaat Georgia. Sie ist Teil des Gas South District, welches mit dem Gas South Convention Center, dem Gas South Theater und dem Hudgens Center for Art & Learning ein Kultur- und Kongresszentrum bildet.

## Geschichte und Daten
Die Halle wurde am 16. Februar 2003 eröffnet, die erste Veranstaltung war eine Partie des Arena-Football-Teams Georgia Force, welches von 2003 bis 2004, 2008 und von 2011 bis 2012 in der Arena beheimatet war. Außerdem tragen die Atlanta Gladiators aus der ECHL ihre Heimspiele im Stadion aus. Die Atlanta Vision aus der American Basketball Association waren von 2004 bis 2009 in der Arena ansässig. 2016 ist die Lacrosse-Mannschaft der Georgia Swarm aus der NLL in die Halle eingezogen.
Der erste Künstler, der in der Arena at Gwinnett Center auftrat, war der Country-Musiker George Strait.
Bei Eishockeyspielen beträgt die offizielle Kapazität 11.500 Zuschauer, bei Basketballbegegnungen finden bis zu 12.700 Besucher in der Arena Platz. Bei Konzerten und sonstigen Veranstaltungen kann die Kapazität auf bis zu 13.100 Plätze erhöht werden.
Im August 2015 wurde das Unternehmen Infinite Energy Namenssponsor an dem Veranstaltungskomplex, der dadurch den Namen Infinite Energy Center trug. Die Veranstaltungshalle änderte sich in Infinite Energy Arena. Der Vertrag hat eine Laufzeit von 20 Jahren und eine Höhe von 18 Mio. US-Dollar. Im Mai 2021 wurde bekannt gegeben, das der Komplex im Sommer den Namen Gas South District erhalten wird. Die Halle wurde in Gas South Arena umbenannt. Infinite Energy wurde im Dezember 2020 von Gas South übernommen.

## Galerie

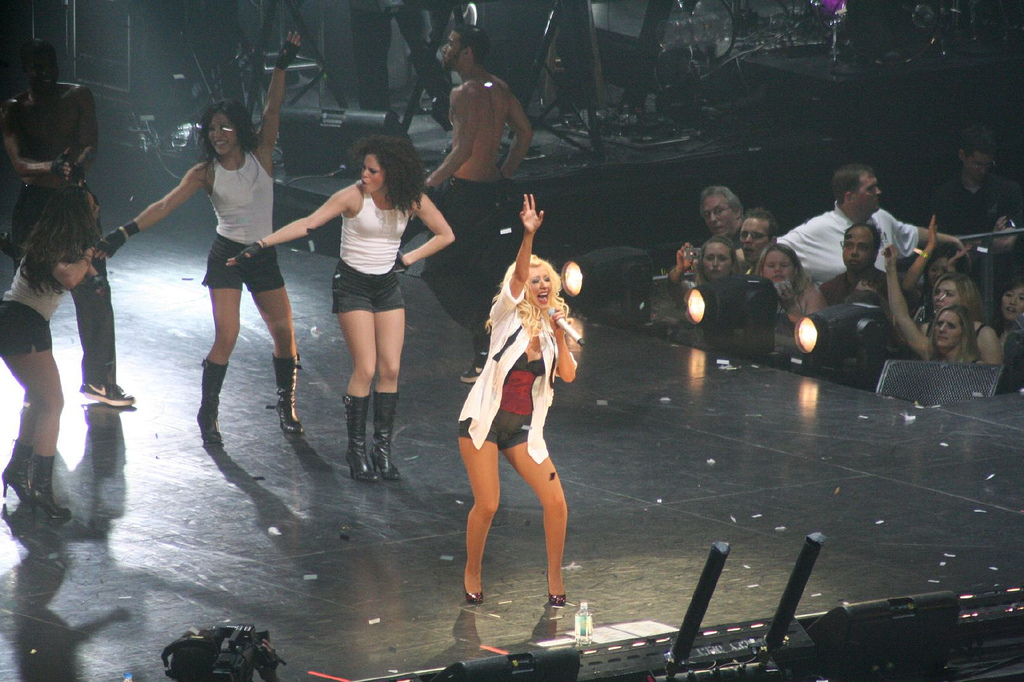
Christina Aguilera in der Arena at Gwinnett Center im Mai 2007

## Weitere Veranstaltungen und Auftritte
| - 3 Doors Down - Christina Aguilera - Clay Aiken - All Time Low - American Idols Live-Tour 2008 - Audio Adrenaline - Backstreet Boys - Bon Jovi - Busta Rhymes - Chimaira - Cobra Starship - Elvis Costello - Miley Cyrus (Hannah Montana) - E40 - The Eagles - Fall Out Boy - Gloria Estefan - Good Charlotte - Disturbed - Bob Dylan - Foo Fighters | - Green Day - Hilary Duff - Georgia High School Basketball-Staatsmeisterschaft (seit 2004) - Don Henley - Incubus - Elton John - Killswitch Engage - Lacuna Coil - Avril Lavigne - Maná - Martina McBride - Megadeth - Metallica - Metro Station - My Chemical Romance - New Kids on the Block - Nickelback - Stevie Nicks | - Nine Inch Nails - Queen + Paul Rodgers - WWE Raw - Red Hot Chili Peppers - Snow Patrol - Bruce Springsteen - Gwen Stefani - Sugarland - Taste of Chaos - Tenacious D - Justin Timberlake - Tom Petty & the Heartbreakers - Tool - Carrie Underwood - Keith Urban - Weezer - Kanye West - The Who - Hank Williams Jr. |